# Torrion Brummitt
Torrion Brummitt (Columbus, 23 settembre 1993) è un ex cestista statunitense.

## Palmarès
- Campionato bosniaco: 1

Zrinjski Mostar: 2017-18